# Beyrie-en-Béarn
Beyrie-en-Béarn är en kommun i departementet Pyrénées-Atlantiques i regionen Nouvelle-Aquitaine i sydvästra Frankrike. Kommunen ligger i kantonen Lescar som tillhör arrondissementet Pau. År 2022 hade Beyrie-en-Béarn 195 invånare.

## Befolkningsutveckling
Antalet invånare i kommunen Beyrie-en-Béarn
| Referens: INSEE |